# Hulśk
Hulśk (ukr. Гульськ) – wieś na Ukrainie, w obwodzie żytomierskim, w rejonie nowogrodzkim, nad rzeką Słucz, siedziba administracyjna rady wiejskiej. W 2023 roku liczyła 1163 mieszkańców. 
Została założona w 1050 roku.
We wsi znajduje się „mina” – jedna z kluczowych fortyfikacji nowogrodzko-wołyńskich z lat 30. XX wieku.
Według danych z 2001 roku 98,5% mieszkańców jako język ojczysty wskazało ukraiński, 1,5% – rosyjski.